# Cồng tía
Cồng tía hay còng tía (danh pháp hai phần: Calophyllum saigonense) là một loài thực vật thuộc họ chi Cồng đặc hữu của miền Nam Việt Nam.
Cồng tía là cây gỗ nhỡ, cao trên 20 m, đường kính thân trên 40 cm, cành phân cao và mọc hơi ngang.
Gỗ lõi của cây có màu nâu đỏ đến nâu hồng, thớ chéo hoặc xoắn. Gỗ khá bền, dễ gia công nhưng khó sấy, độ bóng cao. Có thể sử dụng trong ngành xây dựng, đóng tàu, làm ván dán, ván sàn, đồ mộc, công cụ...